# Inkhundla Nkilongo
L'Inkhundla Nkilongo è uno degli undici tinkhundla del distretto di Lubombo, nell'eSwatini.

## Geografia antropica

### Suddivisioni amministrative
L'Inkhundla è suddiviso nei 5 seguenti imiphakatsi: Crooks, Gamula, Lunkufu, Mayaluka, Ngcampalala.